# Trie (rivière)
Pour l’article homonyme, voir Trie.
La Trie est une rivière du Vimeu, dans l'ancienne région Picardie (actuelle région Hauts-de-France), au sud-ouest du département de la Somme et un affluent de la rive gauche de la Somme.

## Géographie

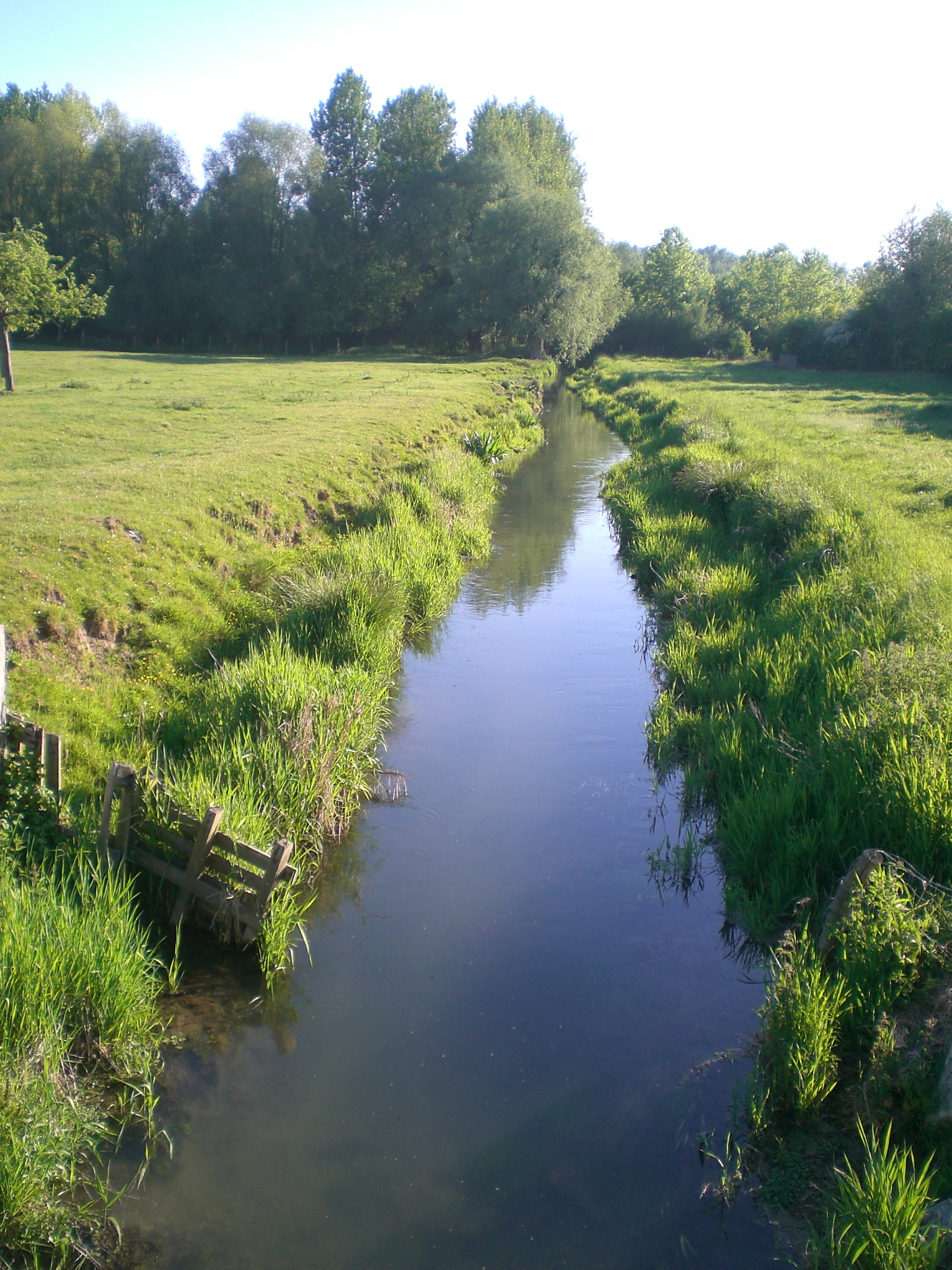
La Trie en mai 2010.

La Trie prend sa source sur le territoire de la commune de Tœufles, près du hameau du Rogeant, à l'altitude 45 mètres, dans le département de la Somme. Au terme d'un parcours de 9,4 kilomètres dans le département de la Somme, orienté nord, elle se jette dans la Somme à Saigneville, à l'altitude 4 mètres

### Communes et cantons traversés
Dans le seul département de la Somme, la Trie traverse les cinq communes suivantes, dans deux cantons, dans le sens amont vers aval, de Tœufles (source), Moyenneville, Miannay, Cahon et Saigneville (confluence).
Son cours est dans le canton de Moyenneville pour les quatre premières communes traversées et dans le canton de Saint-Valery-sur-Somme au moment de rejoindre la Somme, le tout dans l'arrondissement d'Abbeville.

### Bassin versant
La Trie traverse une seule zone hydrographique « Baie de St-Valéry-sur-Somme » (E649),.
Le bassin versant de la Trie est limité au nord par la Somme son fleuve récepteur, à l'est par l'Amboise et l'Avalasse au sud par la Bresle et à l'est par l'Airaines.
D'après le SAGE, son bassin versant est de 84 km2.

### Organisme gestionnaire
L'organisme gestionnaire est la CCVV ou communauté de communes du Vimeu Vert, épaulée par l'Ameva. L'Ameva, le syndicat d'Aménagement et valorisation du bassin de la Somme, a réalisé un plan de gestion de la Trie.

## Affluent
Elle n'a pas d'affluent contributeur.

### Rang de Strahler
Son rang de Strahler est donc de un.

## Hydrologie
La Trie a une largeur moyenne en eau de 2 mètres.
Elle n'a pas de stations de mesure ni de stations de qualité des eaux de surface.
Son régime hydrologique est dit pluvial océanique.

## Aménagements et écologie
Un gué permet de traverser la Trie à Bouillancourt-sous-Miannay, hameau de Moyenneville, c'est le seul gué du département de la Somme.

## Galerie

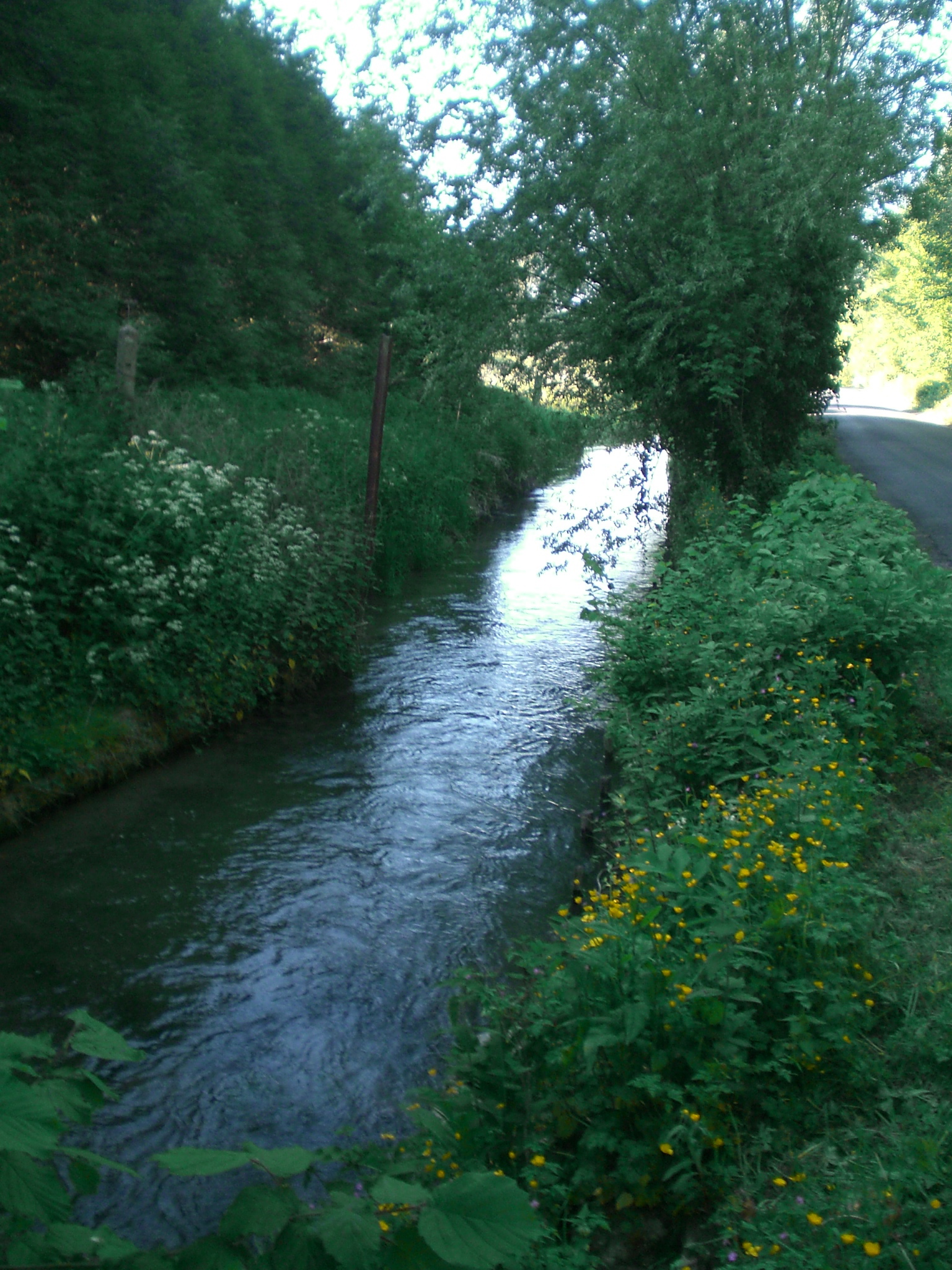
La Trie en mai 2010.
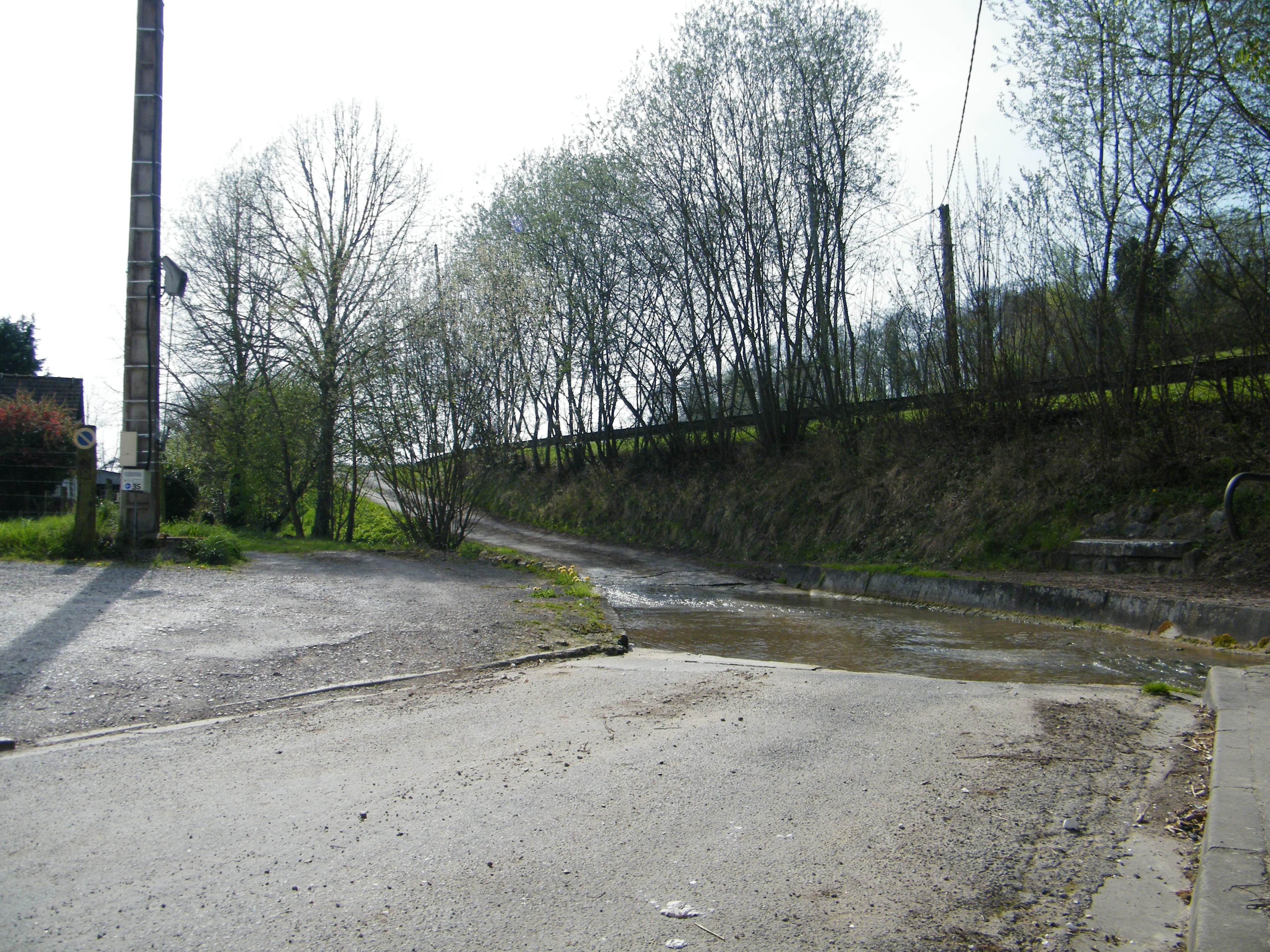
Le gué sur la Trie.
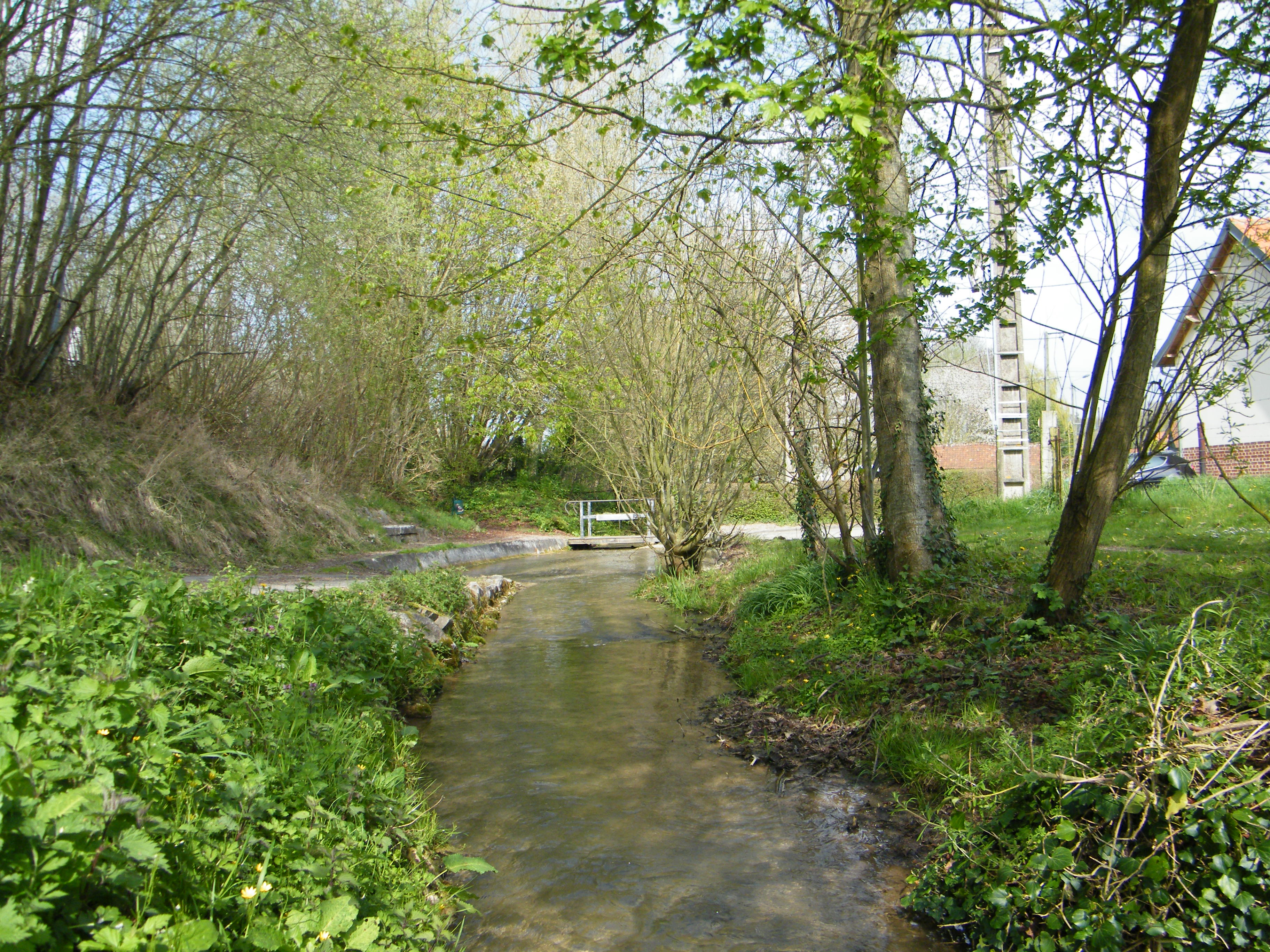
Le gué sur la Trie.
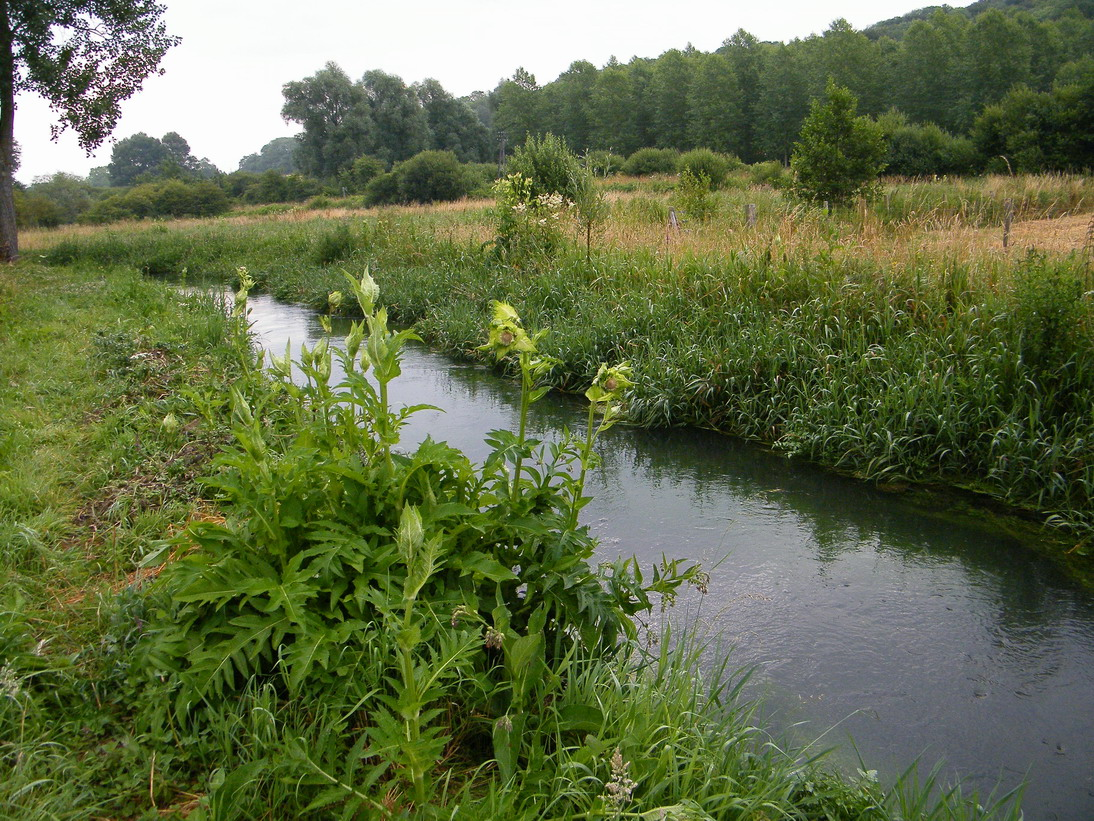
La Trie à Cahon.
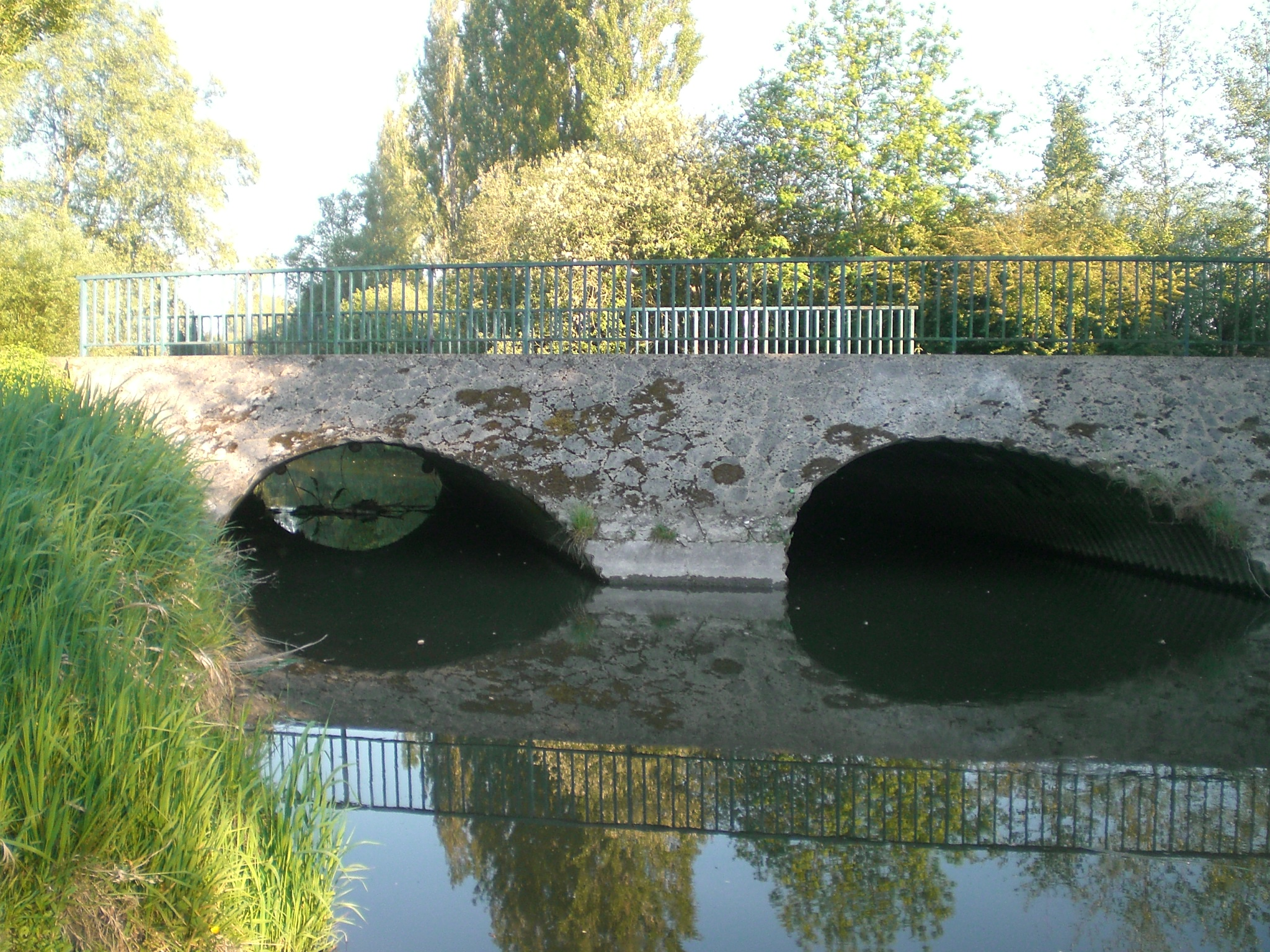
Pont sur le contre fossé de la Somme, Saigneville.